# Olof Brander
Olof Ernst Oskar Brander, född den 28 maj 1932 i Helsingfors, död 30 januari 2025 i Karlskrona, var en svensk ämbetsman.
Brander avlade studentexamen i Helsingfors 1950 och juris kandidatexamen vid Lunds universitet 1955. Han blev förste taxeringsinspektör i Blekinge län 1961, i Jämtlands län 1963, extra ordinarie byrådirektör i mervärdesskattekontoret vid länsstyrelsen i Blekinge län 1969, taxeringsdirektör vid skatteavdelningen i samma län 1971 samt länsråd och chef för skatteavdelningen   1980. Brander fick 1987 regeringens förordnande som länsskattechef vid Länsskattemyndigheten i Blekinge län.
Olof Brander gick i pension 1997. Han är gravsatt i Simrishamns urnlund.